# Кен
Металната кутия за напитки (наричана още кен, от английски: can) е цилиндричен съд за съхранение на безалкохолни напитки, бира и други. Направена е от алуминий или бяла ламарина. За пръв път е използвана от пивоварната компания Coors.

## Размери
В Северна Америка, стандартната кутия съдържа до 355 ml течност. В Индия и Европа стандарта е 330 ml. Все пак, в някои части на Стария континент, има и 500 ml кенове, които се използват за бира. В Австралия, нормалното количество за един кен е 375 ml. В Южна Африка промоционалното количество за кен е 440 ml.
Най-сигурната срещу евентуална интервенция опаковка (контейнер). Специален „кен“ Кока Кола се използва от американските астронавти при полети в космоса.